# Gustave Fontaine
Pour les articles homonymes, voir Fontaine.
Gustave Fontaine, né le 10 juillet 1877 à Etterbeek (Belgique) et mort le 23 novembre 1952 à Bruxelles (Belgique), est un sculpteur belge.

## Biographie
Gustave Fontaine a étudié à l'Académie des beaux-arts de Saint-Josse-ten-Noode. Il a travaillé à Paris et en Italie.  

## Œuvres (sélection)

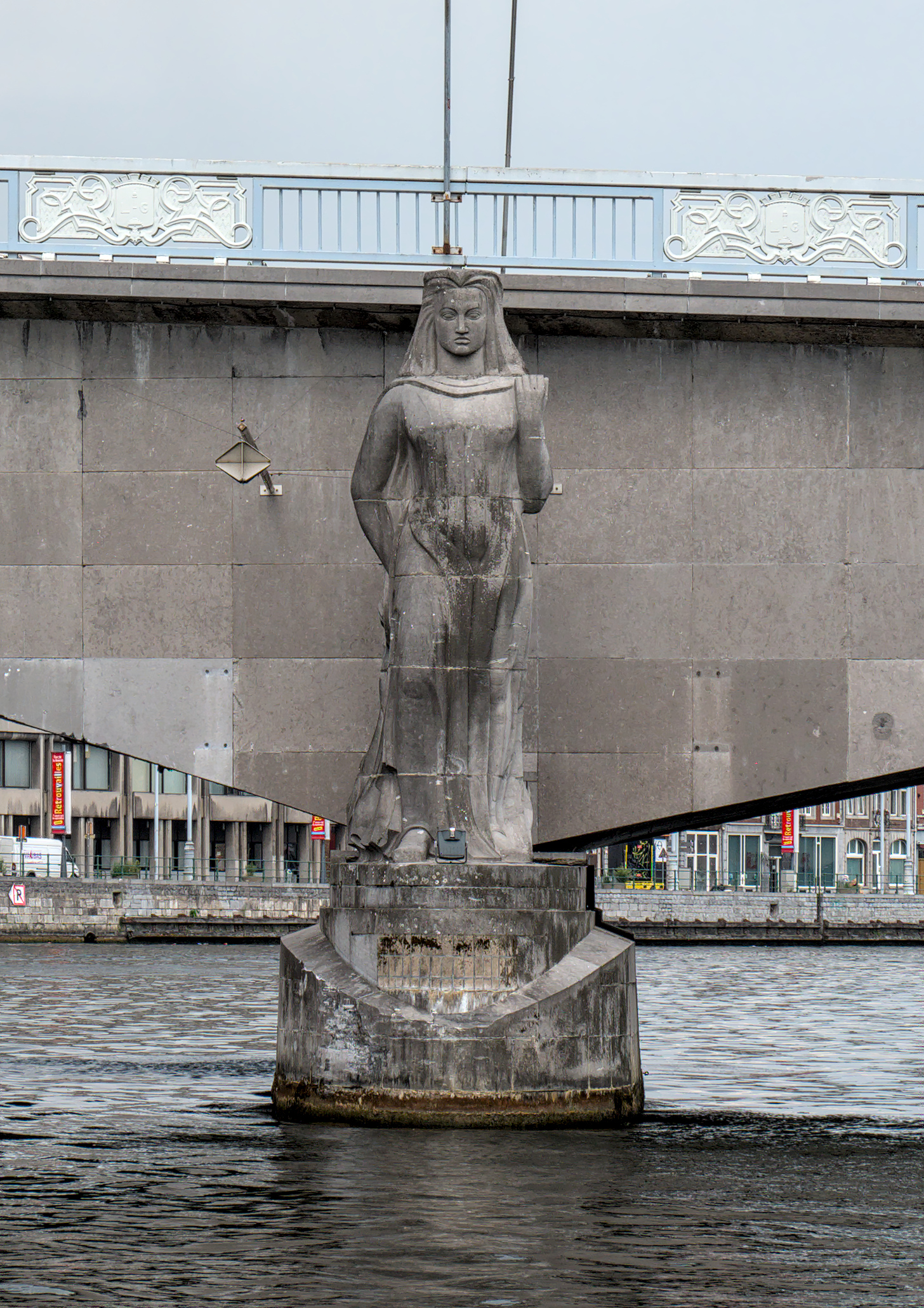
La résistance à l'occupant allemand, Pont des Arches (Liège)

- Bruxelles, parc du Cinquantenaire : L'Automne[1] ;
- Liège, pont des Arches[2] : La Résistance à l'occupant allemand, symbolisée par un personnage dissimulant une grenade dans son manteau.